# Miękisz drzewny
Miękisz drzewny – tkanka roślinna występująca w postaci pasm komórek miękiszowych pomiędzy innymi elementami drewna (ksylemu), pełniąca funkcję tkanki spichrzowej oraz zapewniająca łączność drewna z innymi tkankami organu, co jest niezbędnym warunkiem funkcjonowania drewna jako tkanki przewodzącej. Miękisz drzewny to jedyne żywe komórki wchodzące w skład drewna.
Podczas procesu przekształcania drewna miękkiego w twardziel komórki miękiszu drzewnego mogą wrastać do wnętrza naczyń tworząc wcistki.